# Mailhat
« Mailhat » redirige ici. Pour le fabricant d'instruments optiques, voir Raymond Augustin Mailhat.
Mailhat est un village du département du Puy-de-Dôme, d'environ 50 habitants, dépendant de la commune de Lamontgie (649 habitants en 2017).

## Histoire
Jusqu'à la révolution, l’église paroissiale se trouvait à Mailhat.
Bien que dépendant de la paroisse de Mailhat, Lamontgie n’en constituait pas moins une communauté particulière. Au XVIe siècle Lamontgie était le lieu de déroulement de sept foires par an et la vigne avait alors une assez grande[Combien ?] importance.
En 1790, Lamontgie et Mailhat furent séparés et devinrent deux communes ;  Lamontgie fut chef-lieu d'un canton jusqu'en 1801. À cette date, les deux villages furent réunis et le siège paroissial fut fixé à Lamontgie. Au XIXe siècle, Mailhat perdit toute importance et son église fut laissée à l’abandon.

## L'église de Mailhat
L'église Notre-Dame de Mailhat est un édifice d'architecture romane de la fin du XIIe siècle, d'influence languedocienne, au chœur en hémicycle et au chevet polygonal. Elle est construite en arkose jaunâtre à gros grains, pierre extraite dans les carrières locales. Son abside est caractérisée par trois chapelles-niches incorporées dans l'épaisseur du mur et ouvrant directement sur le sanctuaire.
On retrouve donc ici un plan identique à celui de l'église Saint-Laurent à Auzon (Haute-Loire). Cette église à nef unique est également caractérisée par l'emploi général de l'arc brisé.
À l'extérieur, il faut admirer son clocher carré et sa belle abside à pans coupés, avec une arcature allégeant le mur. Sur chaque paroi du chevet polygonal se détache, en creux, un arc en plein cintre qui repose sur des colonnes encastrées dans les angles. Sous la corniche, les modillons sont très variés et d'une grande finesse d'exécution.
Le portail sud comporte une quadruple rangée de voussures retombant sur des colonnes à chapiteaux.
L'église de Mailhat serait construite sur un temple gallo-romain, lui-même sans doute érigé sur un lieu de culte bien plus ancien. La plus vieille mention écrite se trouve dans le cartulaire de Brioude (février 857).
L'église actuelle date du dernier quart du XIIe siècle, fin de la période romane. Son style élégant et orné (chapiteaux et sculptures) la rattache au roman du Velay. Cette église dépendait au XIe siècle de l'abbaye bénédictine de Sauxillanges (site clunisien) ; c'était la chapelle d'un prieuré.
Classée monument historique depuis 1859, l'église était pourvue d'une riche statuaire en bois polychrome dont il ne reste malheureusement plus beaucoup d'éléments. Une statue de vierge en majesté en bois marouflé est classée et a été restaurée en 1994. Elle fait l'objet d'une procession dans le village chaque 15 août lors de la fête patronale. Les visiteurs qui arrivent devant l'église sont d'emblée attirés par le portail sud orné de très belles sculptures.
À l'intérieur de nombreux chapiteaux ornent l'édifice. Comme les sculptures, ils rappelaient aux moines leur entière consécration à Dieu par la prière et la charité.